# Wilfried Elmenreich
Wilfried Elmenreich (* 1973 in Fürstenfeld, Österreich) ist ein österreichischer Forscher und Hochschullehrer. Er ist Professor für Smart Grids an der Alpen-Adria-Universität Klagenfurt und leitet eine Forschungsgruppe am Institut für vernetzte und eingebettete Systeme.

## Leben
Wilfried Elmenreich studierte Informatik an der Technischen Universität Wien und graduierte 1998 zum Diplomingenieur. Er begann seine wissenschaftliche Laufbahn als Projektmitarbeiter und späterer Universitätsassistent am Institut für Technische Informatik, wo er 2002 auf dem Gebiet der zeitgesteuerten Sensordatenfusion zum Dr. techn. promovierte. Von 1999 bis 2007 war er maßgeblich an der Entwicklung und Standardisierung des zeitgesteuerten Feldbusprotokolls TTP/A beteiligt. 2003 gründete er mit dem Workshop on Intelligent Solutions in Embedded Systems (WISES) einen jährlichen internationalen Workshop, der 2013 zum 11. Mal stattfand. Daneben war er Veranstalter der Second IEEE International Conference on Computational Cybernetics (ICCC) 2004 in Wien.
Elmenreich war Gastforscher an der Vanderbilt University, Nashville, Tennessee (2005) und am Polytechnischen Institut Porto (2007). Ende 2007 wechselte er als Senior Researcher an die Alpen-Adria-Universität Klagenfurt und arbeitete dort im Bereich des kooperativen Relaying. Aus dieser Zeit entstanden zwei Patente in Zusammenarbeit mit Helmut Adam und Christian Bettstetter. Im Rahmen der Forschung an selbstorganisierenden Systemen entstand u. a. das quelloffene Forschungstool FREVO.
Im Jahr 2008 erhielt er die venia docendi auf dem Gebiet „Technische Informatik“ von der Technischen Universität Wien.
Nach einer Vertretungsprofessur für Informatik mit Schwerpunkt „Complex Systems Engineering“ an der Universität Passau im Wintersemester 2012 trat Elmenreich 2013 den Ruf auf die Professur für Smart Grids an der Universität Klagenfurt an. Über mehrere Forschungsprojekte ist er außerdem Mitglied des Lakeside Labs Forschungsclusters in Klagenfurt.
Wilfried Elmenreich ist Mitglied des Senats an der Alpen-Adria-Universität Klagenfurt und Counselor des IEEE Student Branch. Seit 2012 veranstaltet er jährlich den internationalen Programmierwettbewerb Advent Programming Contest.
Er ist Herausgeber mehrerer Bücher und hat über 100 Fachartikel auf dem Gebiet der vernetzen und eingebetteten Systeme veröffentlicht. Seine Erdős-Zahl ist 3. Neben wissenschaftlichen Publikationen betreibt er Forschungsblogs zu den Themen „Selbstorganisierende Systeme“, „Smart Grids“ und „vernetzte eingebettete Systeme“.

## Arbeits- und Forschungsschwerpunkte
- Smart Grids
- Sensornetze
- Selbstorganisierende Systeme
- Evolutionäre Algorithmen und Organic Computing

## Ausgewählte Schriften
- W. Elmenreich (Hrsg.). Systemnahes Programmieren – C Programmierung unter Unix und Linux. UBooks Verlag, Augsburg, 2002. ISBN 978-3939359852.
- W. Elmenreich. Sensor Fusion in Time-Triggered Systems. PhD thesis, Institut für Technische Informatik, 2002.
- W. Elmenreich. Time-triggered smart transducer networks (PDF; 973 kB). IEEE Transactions on Industrial Informatics, 2(3):192–199, 2006.
- W. Elmenreich. Time-Triggered Transducer Networks. Habilitation thesis, Vienna University of Technology, Vienna, Austria, 2007.
- W. Elmenreich, N. Marchenko, H. Adam, C. Hofbauer, G. Brandner, C. Bettstetter, and M. Huemer. Building blocks of cooperative relaying in wireless systems (PDF; 656 kB). e & i, Springer, 125(10):353–359, 2008.
- W. Elmenreich (Hrsg.). Embedded Systems Engineering. Vienna University of Technology, Austria, Vienna, Austria, 2009. ISBN 978-3-902463-08-1.
- A. Sobe and W. Elmenreich. Replication and replacement in dynamic delivery networks (PDF; 1,6 MB). Complex Adaptive Systems Modeling, 2013.
- H. Adam, W. Elmenreich, C. Bettstetter, S. M. Senouci. CoRe-MAC: a MAC-protocol for cooperative relaying in wireless networks, IEEE GLOBECOM, 2009.

## Preise
- E-learning award 2006/07 of the Vienna University of Technology[13]
- Student Research Competition Award. Fifth International Workshop on Self-Organizing Systems (IWSOS 2011)[14]